# طارق شهاب (لاعب كرة قدم يمني)
طارق شهاب (لاعب كرة قدم يمني) هو لاعب كرة قدم محترف. ولد في 7 مارس 2001 في مدينة أوتريخت الهولندية لأبوين يمنيين، وانتقل إلى برايتون بإنجلترا وهو في الثانية من عمره، يلعب حاليًا كلاعب خط وسط لفريق هونج كونج الأيسلندي، وهو يمثل المنتخب اليمني.

## حياته المهنية

### مهنته في النادي
بعد التجارب انضم شهاب إلى فريق برايتون وهوف ألبيون المحترف في أغسطس 2014، وبعد أن ظهر لأول مرة مع فريق برايتون تحت 18 عامًا في موسم 2016–17، واصل شهاب التقدم من خلال الأكاديمية حتى سبتمبر 2019، عندما تم إرساله على سبيل الإعارة لمدة أربعة أشهر إلى فريق تامورث من دوري كرة القدم الجنوبية، وعند التوقيع، وصف مدير تامورث غاري سميث شهاب بأنه فني جيد في التعامل مع الكرة، وأنه كان إضافة رائعة للفريق، بعد أن ظهر لأول مرة في الفوز 3–0 في كأس دوري كرة القدم الجنوبية على بارويل في 10 سبتمبر، ظهر مرة أخرى فقط مع النادي قبل العودة إلى برايتون وهوف ألبيون عند انتهاء الصفقة في 4 يناير 2020.
بعد أن تم إطلاق سراحه من قبل برايتون في ختام موسم 2019 و2020، انتقل شهاب إلى الولايات المتحدة، والتحق بجامعة ويك فورست في وينستون سالم بولاية كارولينا الشمالية، وانضم إلى فريق كرة القدم الخاص بهم، ويك فورست ديمون ديكونز وأنهى موسم 2021 بثلاثة عشر مباراة، شارك فيها في مباراتين وتمريرة حاسمة واحدة ضد ثوار جورج واشنطن في 12 أكتوبر.
عند عودته إلى إنجلترا، انضم إلى فريق دوري إسثميان في نادي وايتهوك، وشارك في ثلاث مباريات مع الفريق في موسم 2021 و2022، وبعد فترة قصيرة مع نيوهافن، بدأ التدريب مع نادي غروتا الأيسلندي في نوفمبر 2022، قبل الانتقال إلى النادي الذي يتخذ من سيلتجارنارنيس مقراً له قبل موسم 2023، ووقع عقد لمدة عامين، بعد موسمين مع جروتا، انتقل شهاب إلى بيستا ديلد كارلا جانب هونج كونج في أغسطس 2024.

### مهنته دولياً
مثل شهاب إنجلترا من مستوى أقل من 15 عامًا إلى مستوى أقل من 17 عامًا، حيث تم اختياره على مقاعد البدلاء في 8 نوفمبر 2017 في الفوز 3-2 على البرتغال، قبل أن يشارك لأول مرة ويلعب تسعين دقيقة في الفوز 2-1 على روسيا بعد ثلاثة أيام. تم استدعاؤه إلى معسكر تدريبي مع المنتخب اليمني لكرة القدم في مايو 2022 وتلقى مكالمة أخرى في ديسمبر من نفس العام، لكنه أعرب عن مخاوفه من التعرض لإصابة، وترك الفريق قبل الأوان للعودة إلى إنجلترا. في 9 ديسمبر 2024، شارك لأول مرة دوليًا مع منتخب اليمن، حيث ظهر في المباراة الودية التي انتهت بالتعادل 1-1 أمام الكويت، وبعد أسبوع، تم اختياره ضمن تشكيلة اليمن المكونة من 26 لاعباً للمشاركة في كأس الخليج العربي26.

## الإحصائيات المهنية
اعتبارًا من 11 أكتوبر 2024
المشاركات والأهداف حسب النادي والموسم والمنافسة:
| النادي              | الموسم          | الدوري                    | الدوري  | الدوري  | الكأس   | الكأس   | آخر     | آخر     | المجموع | المجموع |
| النادي              | الموسم          | القسم                     | تطبيقات | الأهداف | تطبيقات | الأهداف | تطبيقات | الأهداف | تطبيقات | الأهداف |
| ------------------- | --------------- | ------------------------- | ------- | ------- | ------- | ------- | ------- | ------- | ------- | ------- |
| برايتون وهوف ألبيون | 2019–20         | الدوري الممتاز            | 0       | 0       | 0       | 0       | 0       | 0       | 0       | 0       |
| تامورث              | 2019–20         | الدوري الجنوبي لكرة القدم | 0       | 0       | 0       | 0       | 2       | 0       | 2       | 0       |
| وايت هوك            | 2021–22         | الدوري إسثميان            | 3       | 0       | 0       | 0       | 0       | 0       | 3       | 0       |
| نيوهافن             | 2022–23         | SCFL                      | 5       | 1       | 1       | 0       | 2       | 0       | 8       | 1       |
| غروتا               | 2023            | ديليد كارلا               | 15      | 0       | 1       | 0       | 0       | 0       | 16      | 0       |
| غروتا               | 2024            | ديليد كارلا               | 13      | 0       | 1       | 0       | 0       | 0       | 14      | 0       |
| غروتا               | المجموع         | المجموع                   | 28      | 0       | 2       | 0       | 0       | 0       | 30      | 0       |
| هونج كونج           | 2024            | أفضل صديق لكارلا          | 5       | 0       | 0       | 0       | 0       | 0       | 5       | 0       |
| المجموع الوظيفي     | المجموع الوظيفي | المجموع الوظيفي           | 41      | 1       | 3       | 0       | 4       | 0       | 48      | 1       |

ملاحظات:
- مشاركات في كأس الرابطة الجنوبية لكرة القدم.
- المشاركات في تصفيات كأس الاتحاد الإنجليزي.
- ظهور واحد في كأس Sussex RUR، وظهور واحد في كأس التحدي Peter Bentley.
- مشاركات في كأس أيسلندا.